# Calanthe jusnerii
Calanthe jusnerii är en orkidéart som beskrevs av Boxall och Andrés Náves. Calanthe jusnerii ingår i släktet Calanthe och familjen orkidéer.
Artens utbredningsområde är Filippinerna. Inga underarter finns listade i Catalogue of Life.